# Melacheval
Melacheval (o Melaseval) è una suddivisione dell'India, classificata come town panchayat, di 7.340 abitanti, situata nel distretto di Tirunelveli, nello stato federato del Tamil Nadu. In base al numero di abitanti la città rientra nella classe V (da 5.000 a 9.999 persone).

## Geografia fisica
La città è situata a 08° 39' 56 N e 77° 37' 33 E.

## Società

### Evoluzione demografica
Al censimento del 2001 la popolazione di Melacheval assommava a 7.340 persone, delle quali 3.591 maschi e 3.749 femmine. I bambini di età inferiore o uguale ai sei anni assommavano a 854, dei quali 465 maschi e 389 femmine. Infine, coloro che erano in grado di saper almeno leggere e scrivere erano 5.192, dei quali 2.798 maschi e 2.394 femmine.